# هاجيمي يوشيكاوا
هاجيمي يوشيكاوا (بالكانا:よしかわ はじめ) هو سياسي ياباني، ولد في 28 سبتمبر 1966 في اليابان. حزبياً، نشط في الحزب الاشتراكي الديمقراطي الياباني. في الانتخابات العامة اليابانية 2017، انتخب عضو مجلس النواب من اليابان عن دائرة Kyushu proportional representation block ‏ وقد انضم خلال فترته النيابية ‏ (22 أكتوبر 2017 – )  للكتلة البرلمانية الحزب الاشتراكي الديمقراطي الياباني.